# آگاراک، لوری
آگاراک (به ارمنی: Ագարակ) یک روستا در ارمنستان است که در استان لوری واقع شده‌است. آگاراک در ۳۴ کیلومتری شمال مرکز استان لوری، وانادزور واقع شده است.

## خصوصیات
آگاراک ۱٬۳۸۸ نفر جمعیت دارد و در ارتفاع ۱۳۷۰ متر (۴٬۴۹۰ پا) بالاتر از سطح دریا قرار گرفته است.

## اقتصاد
اهالی آگاراک به مشاغلی چون دامداری، زنبورداری، کشاورزی و مرغداری مشغول هستند.

## نگارخانه

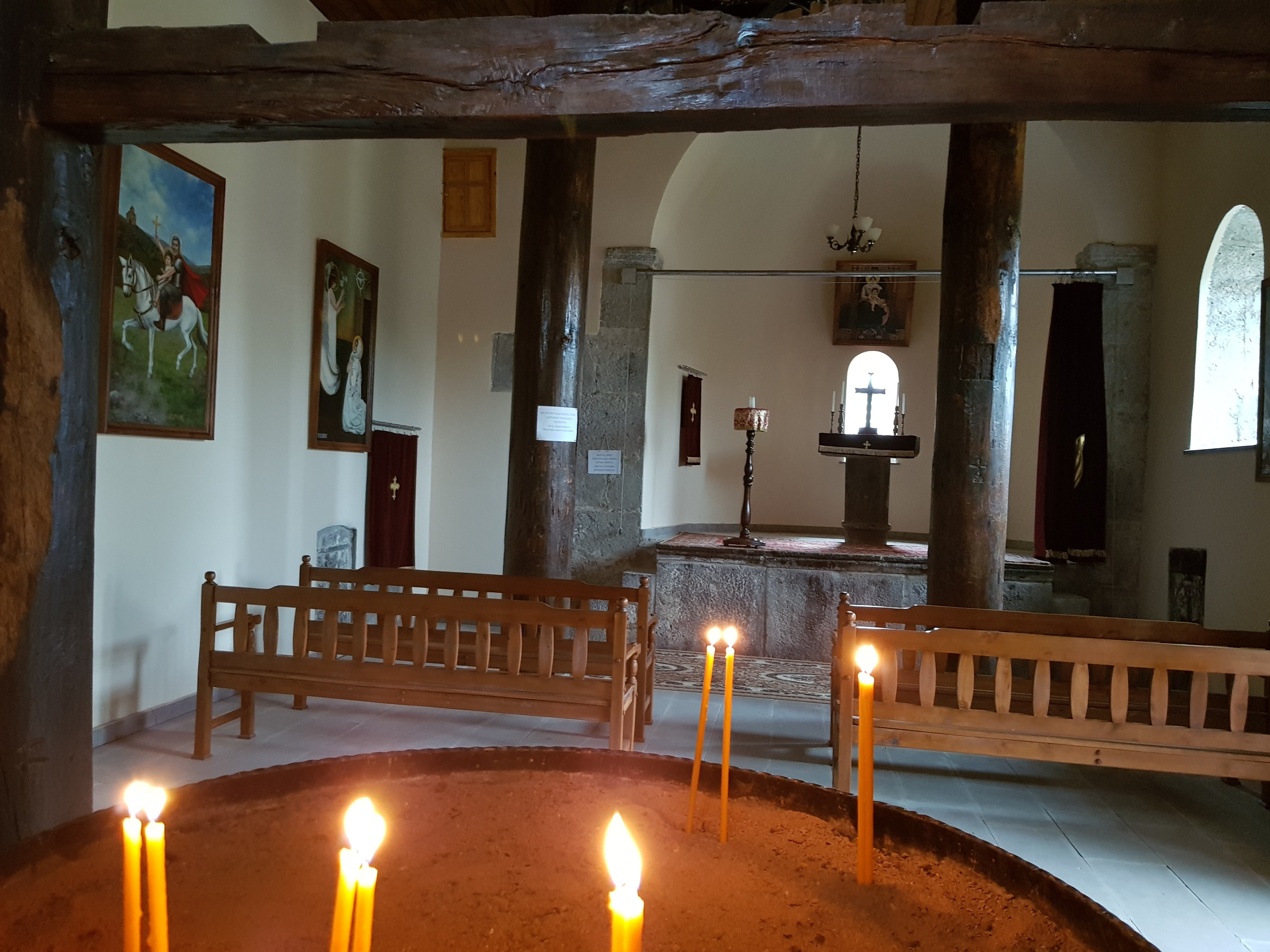
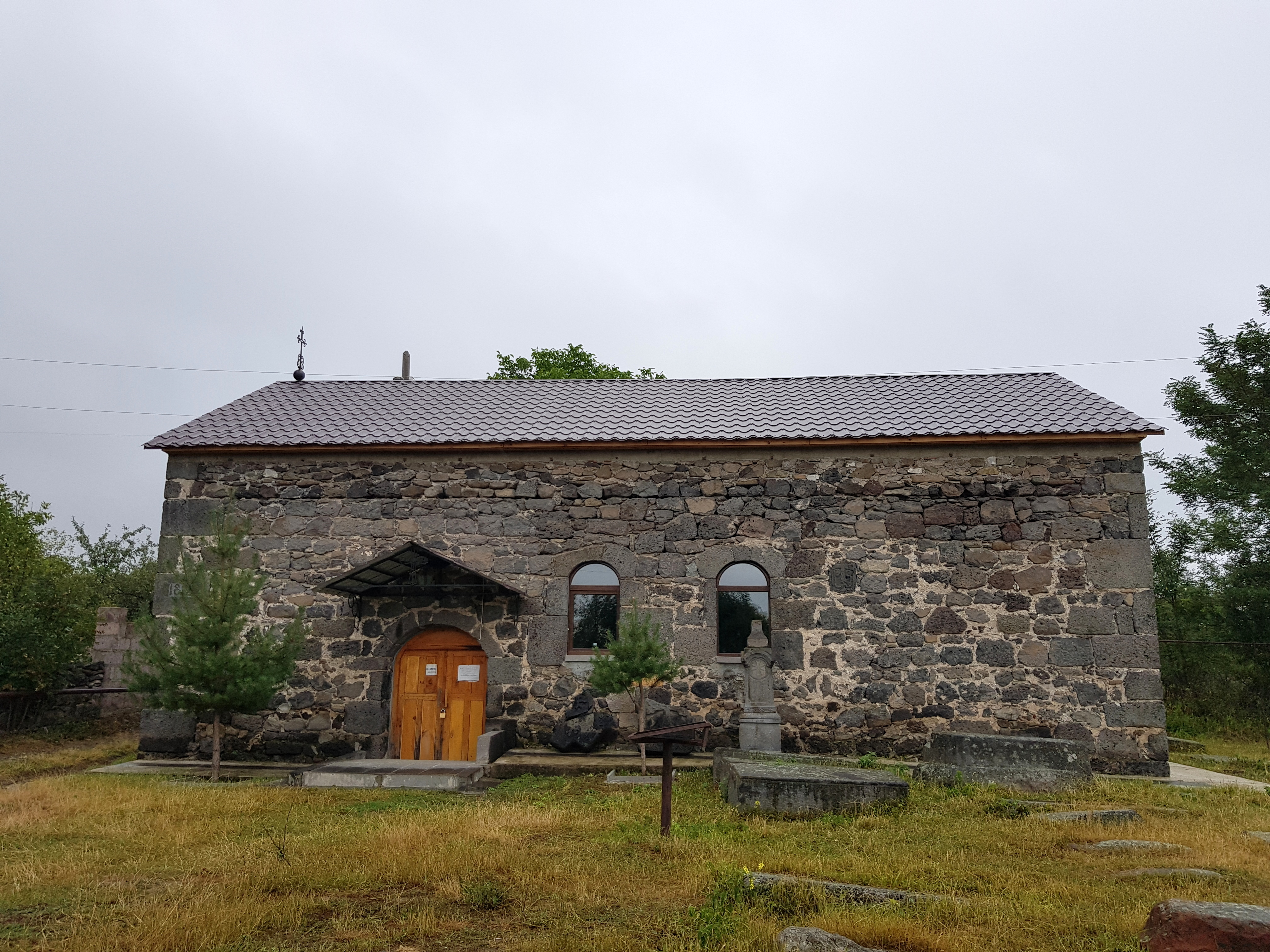
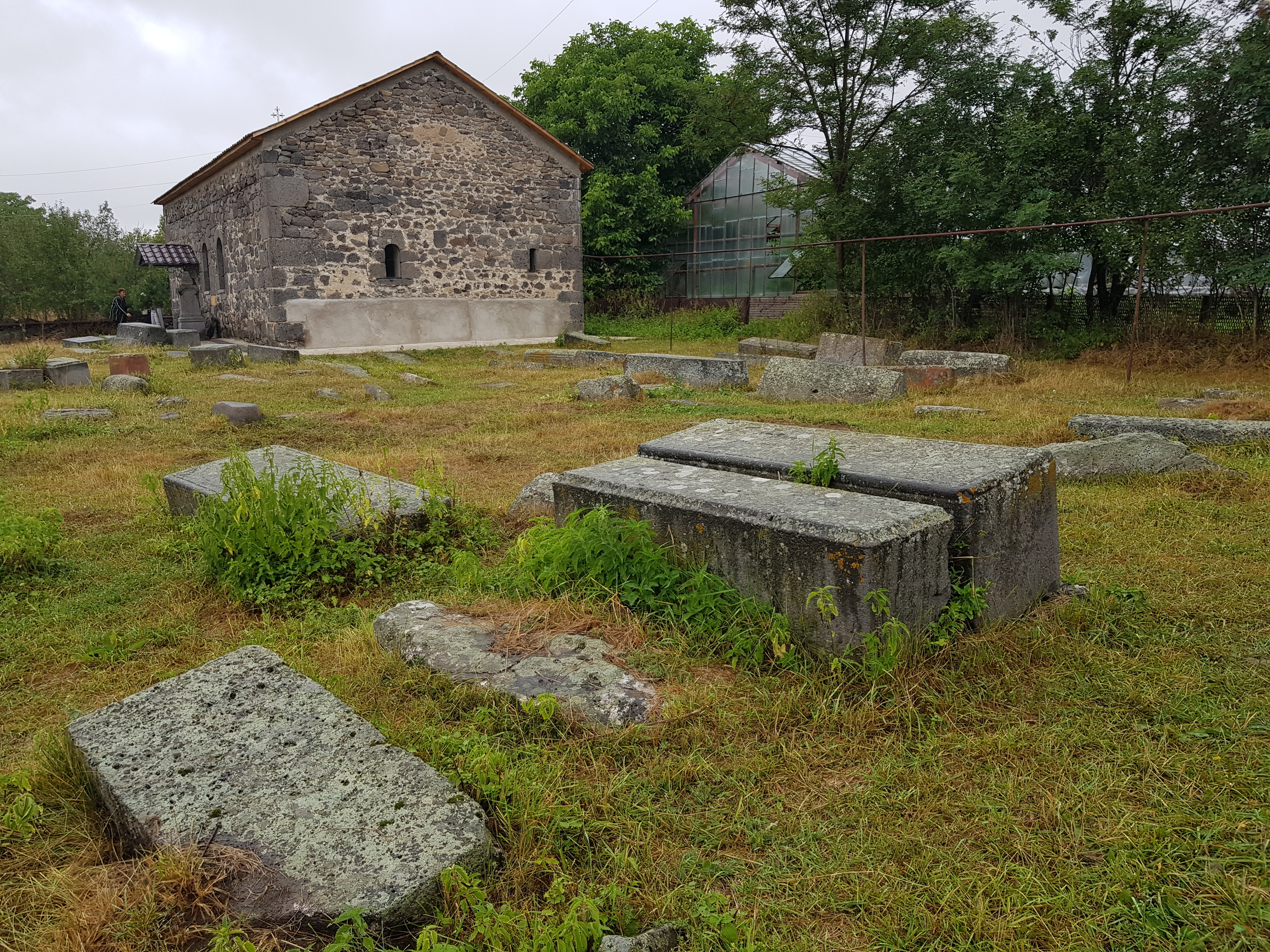
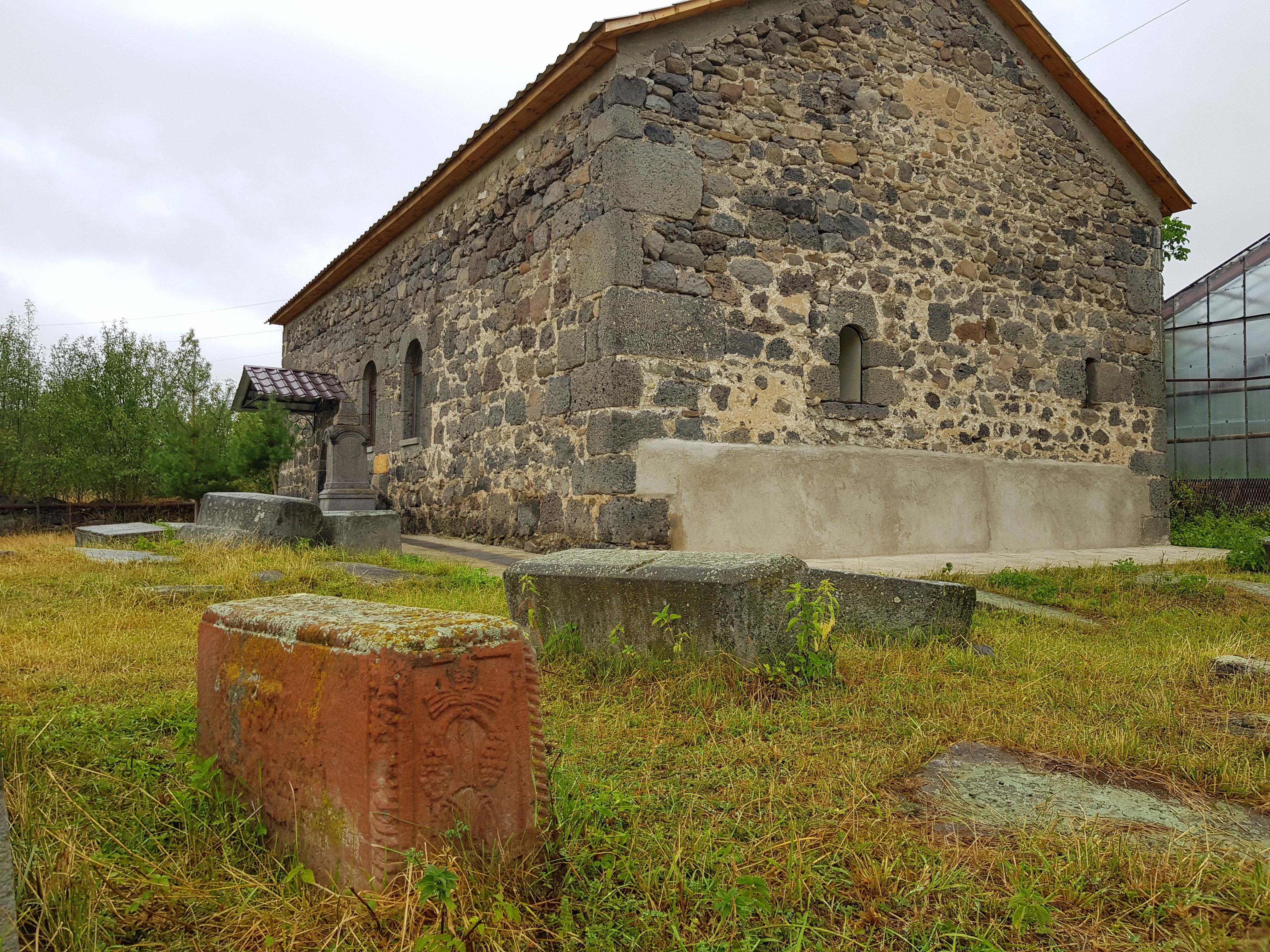
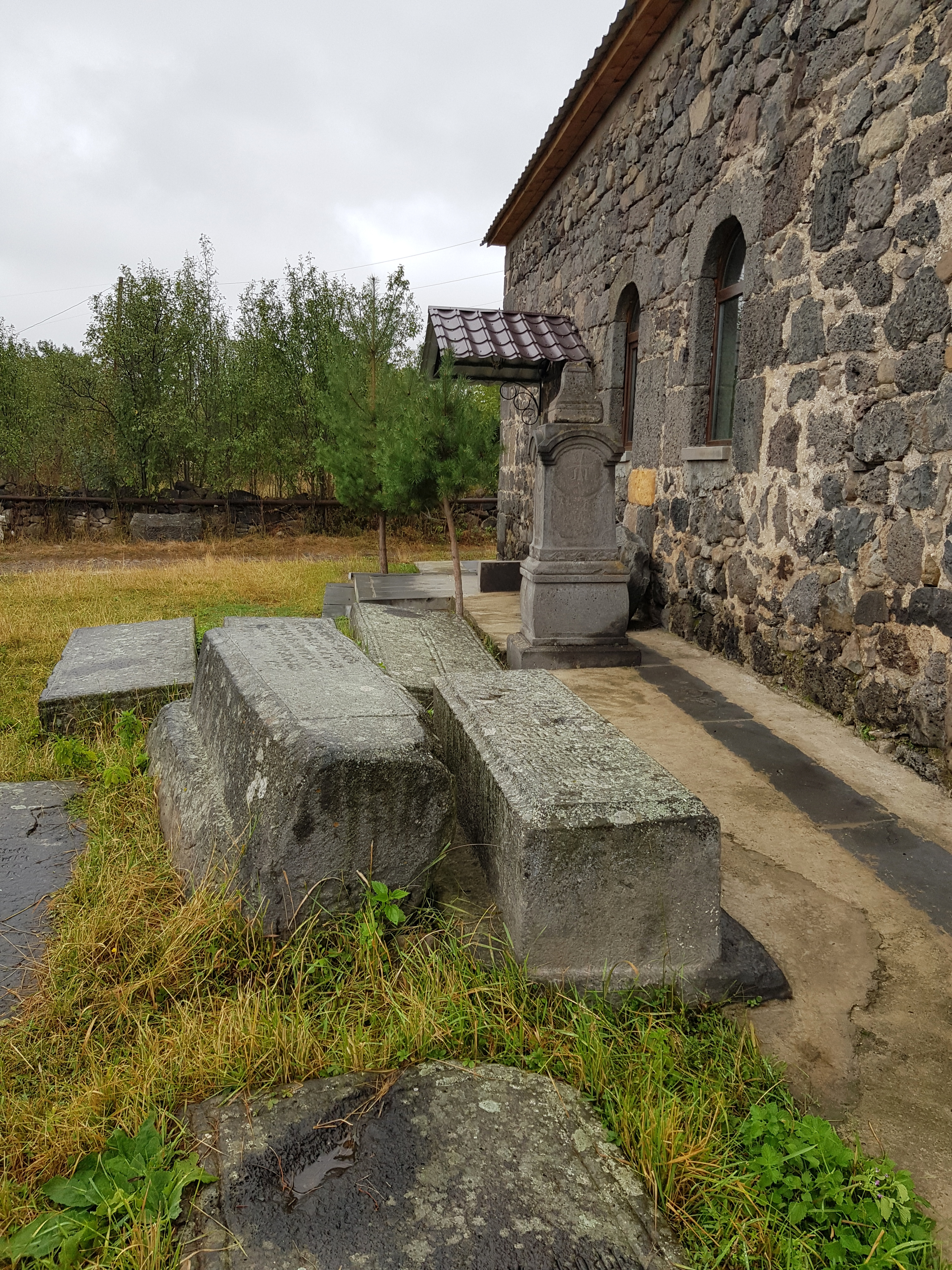
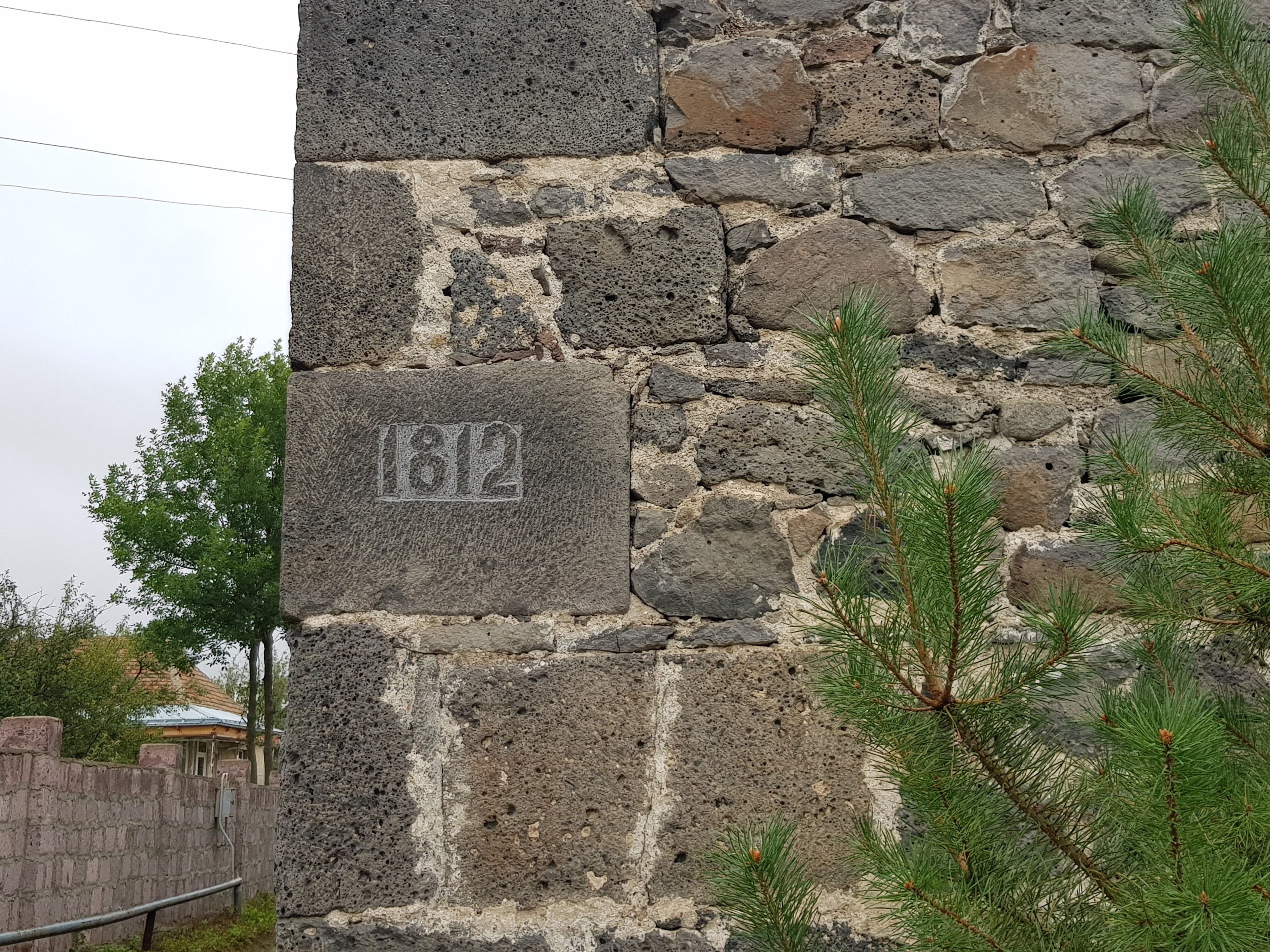
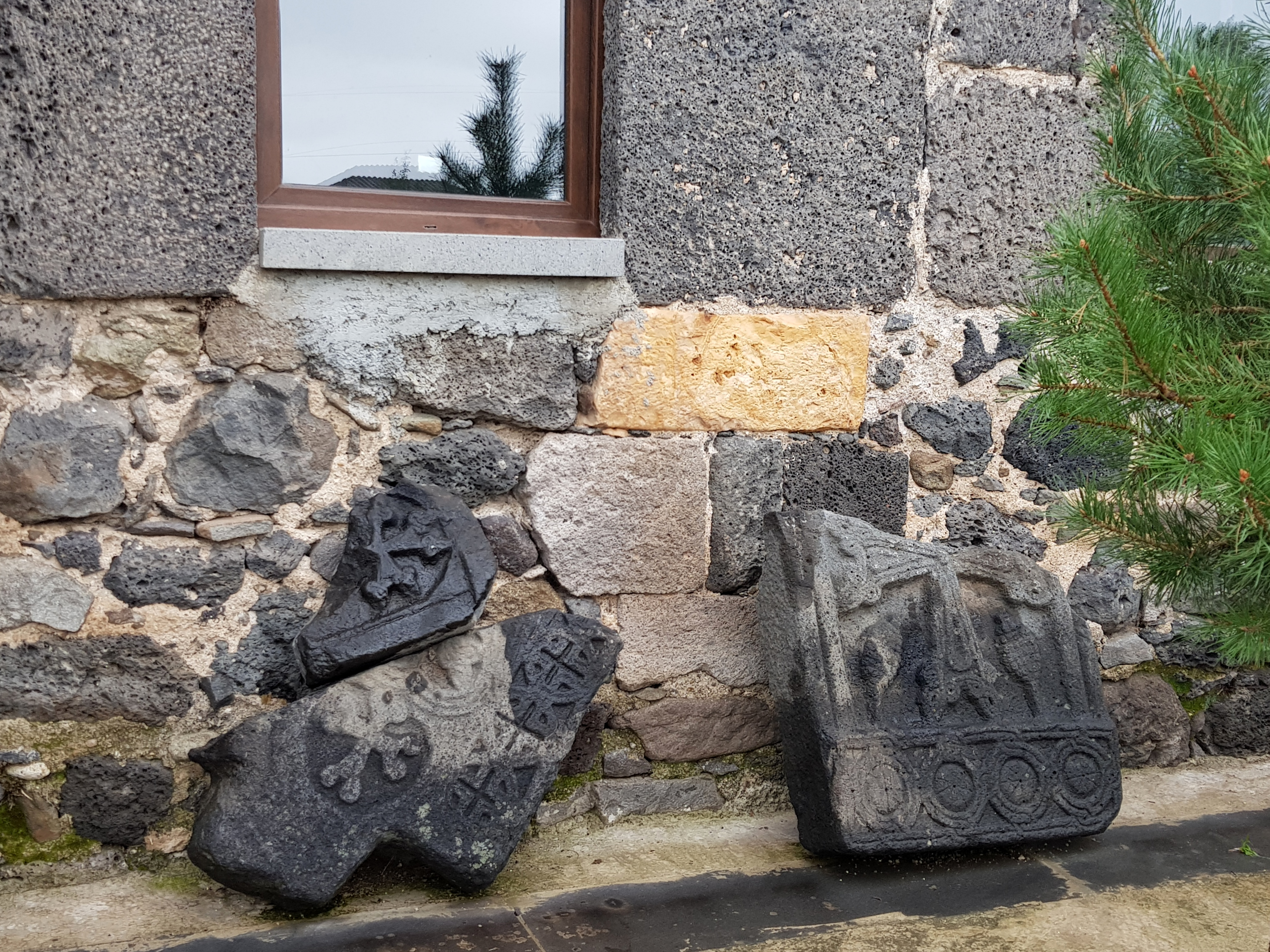
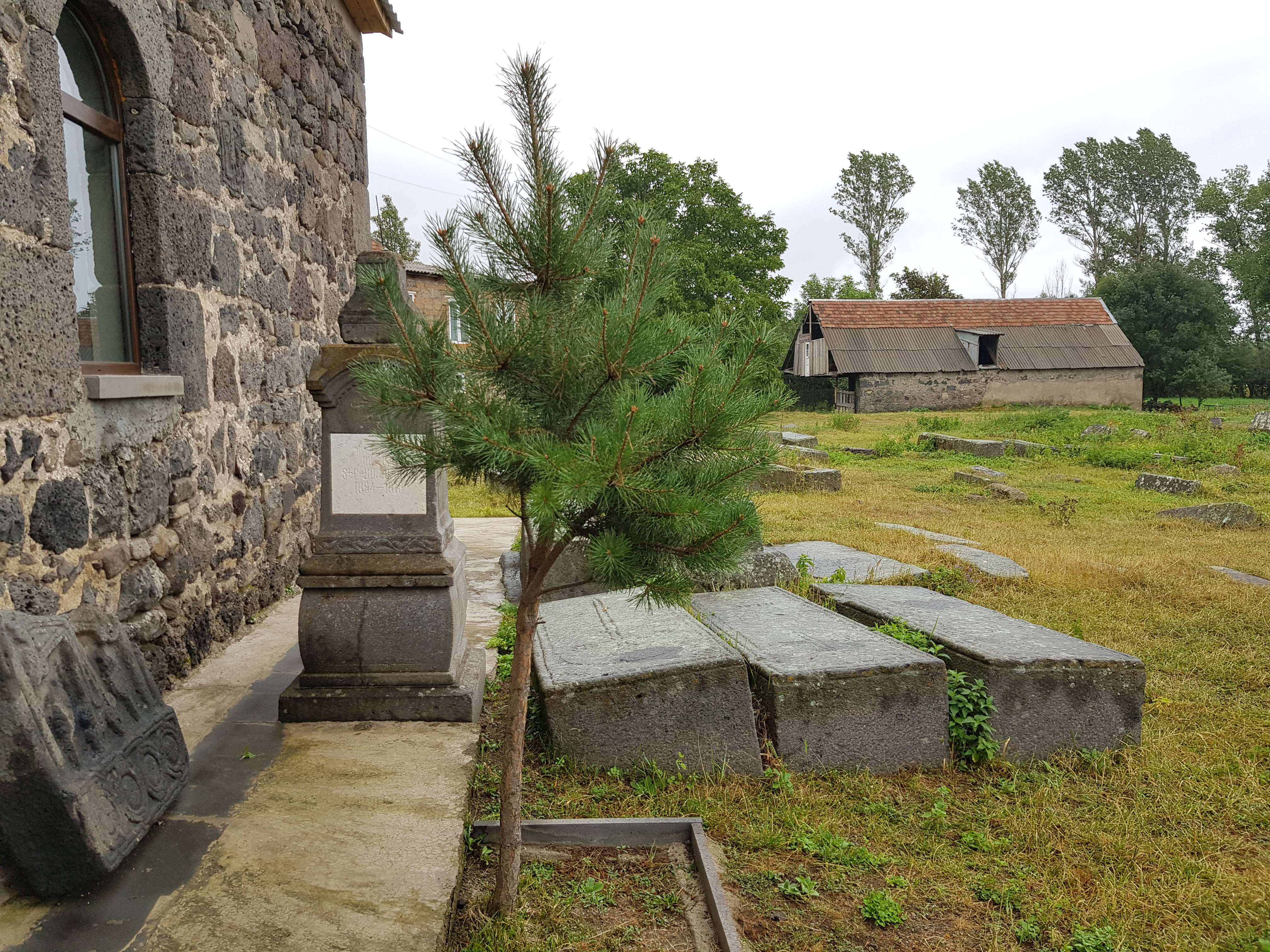
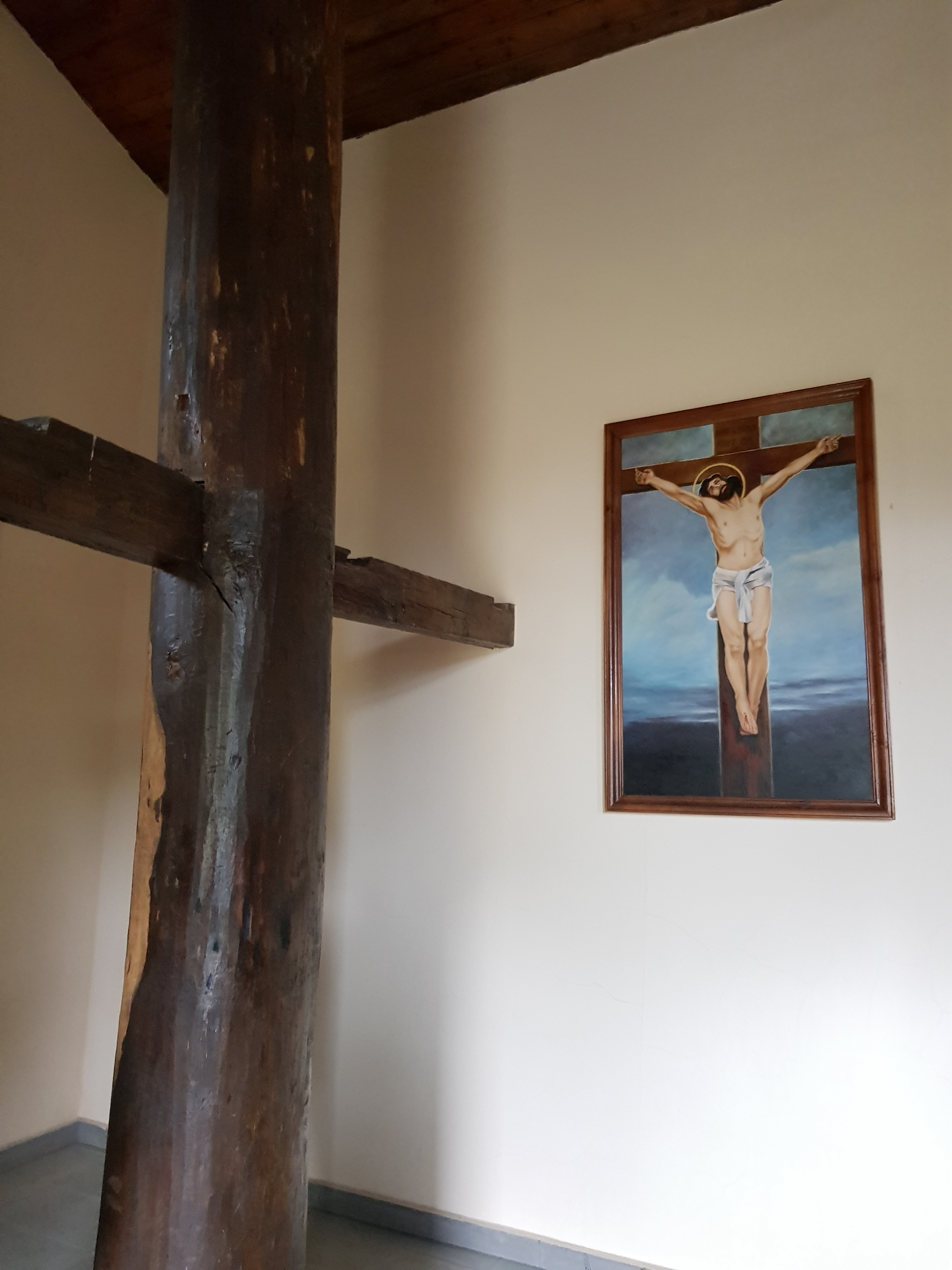
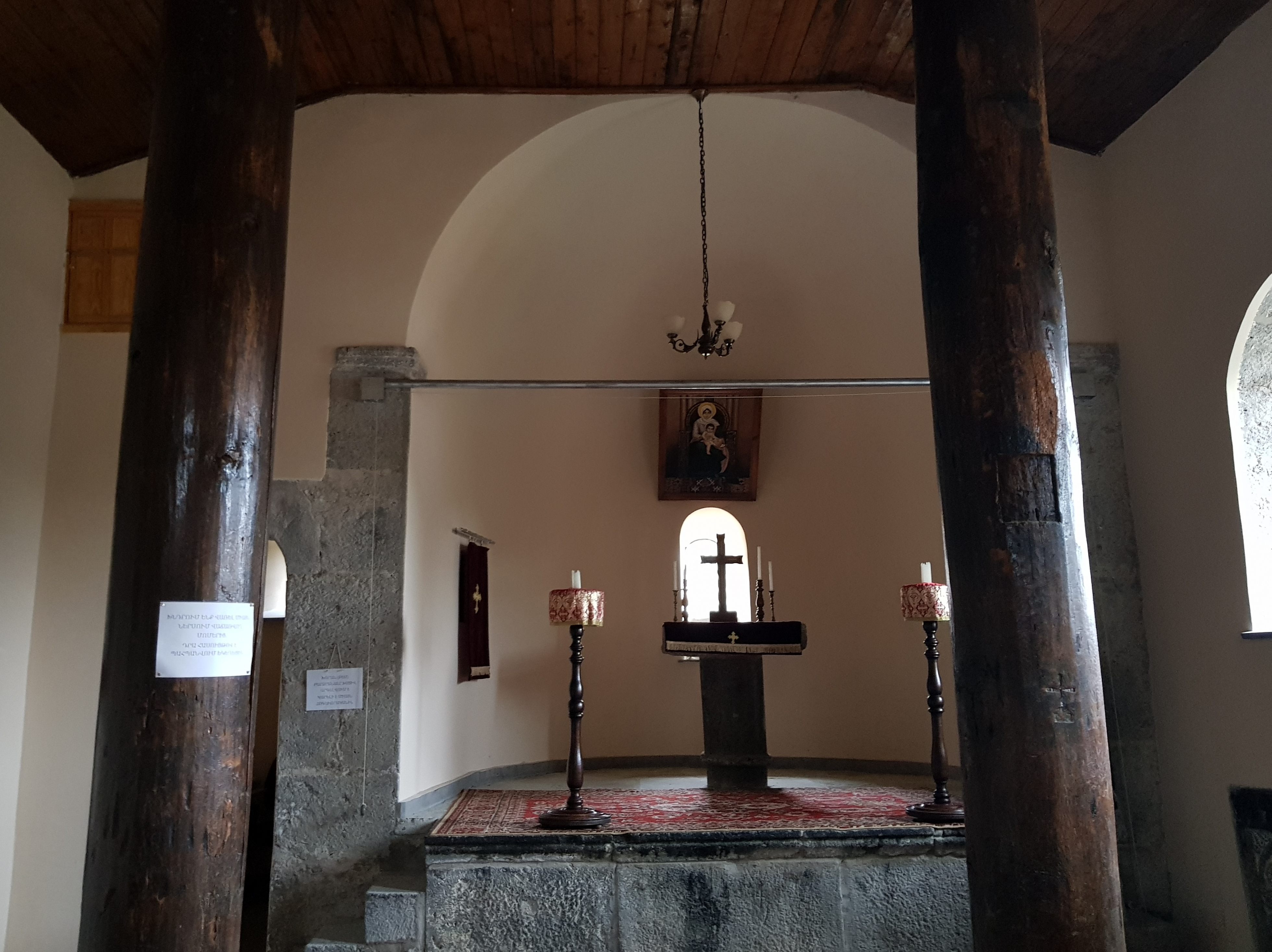
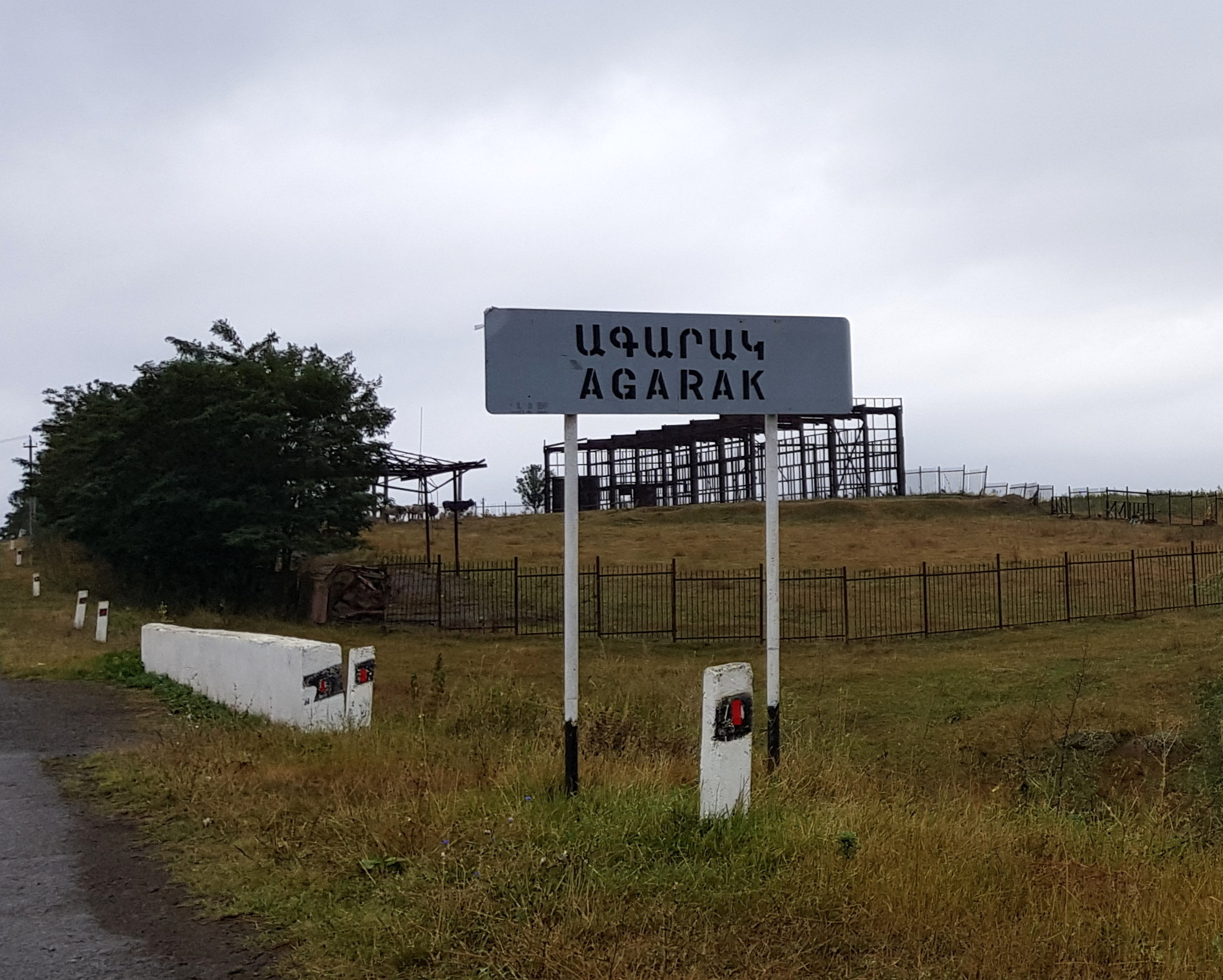
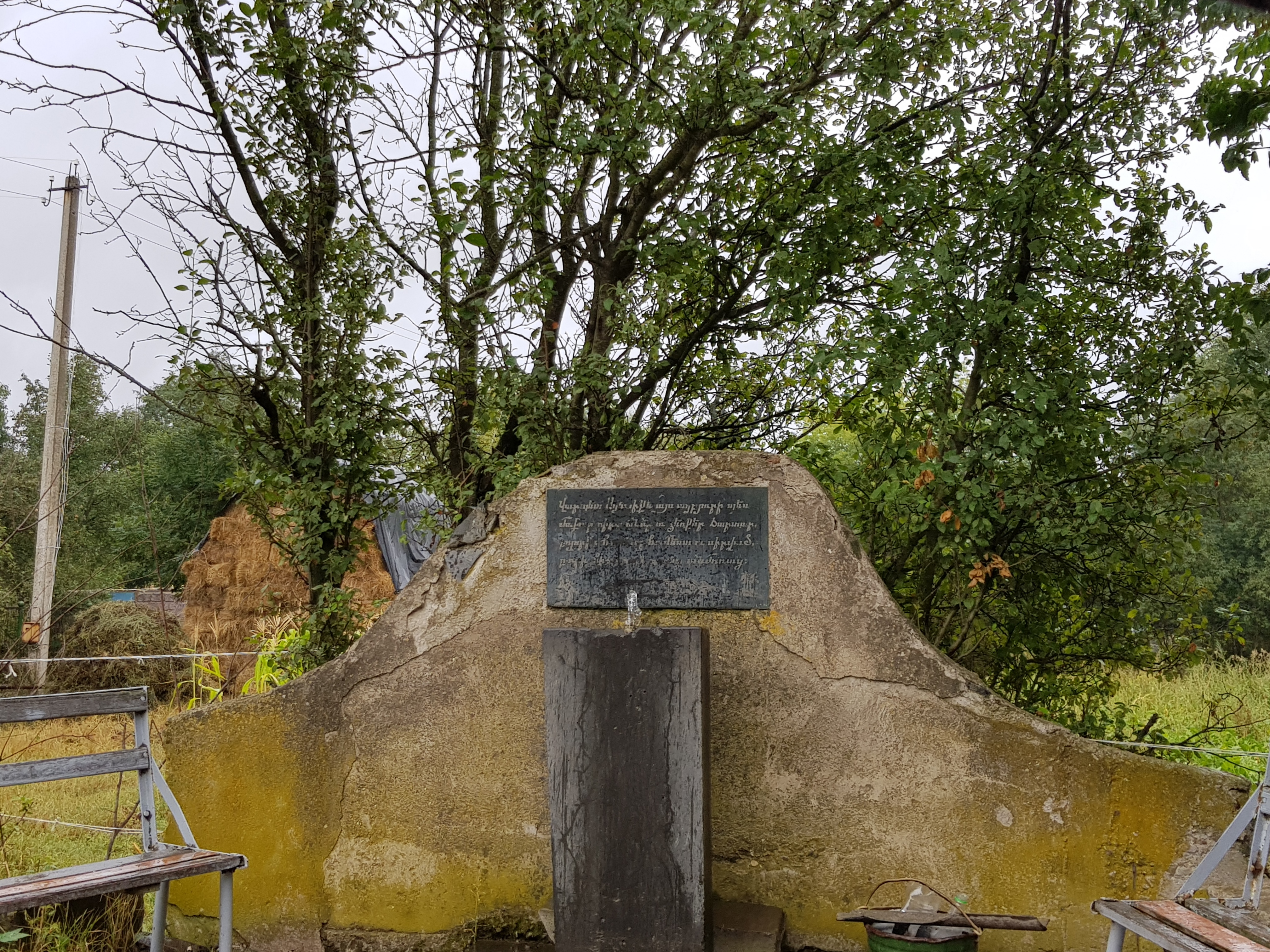
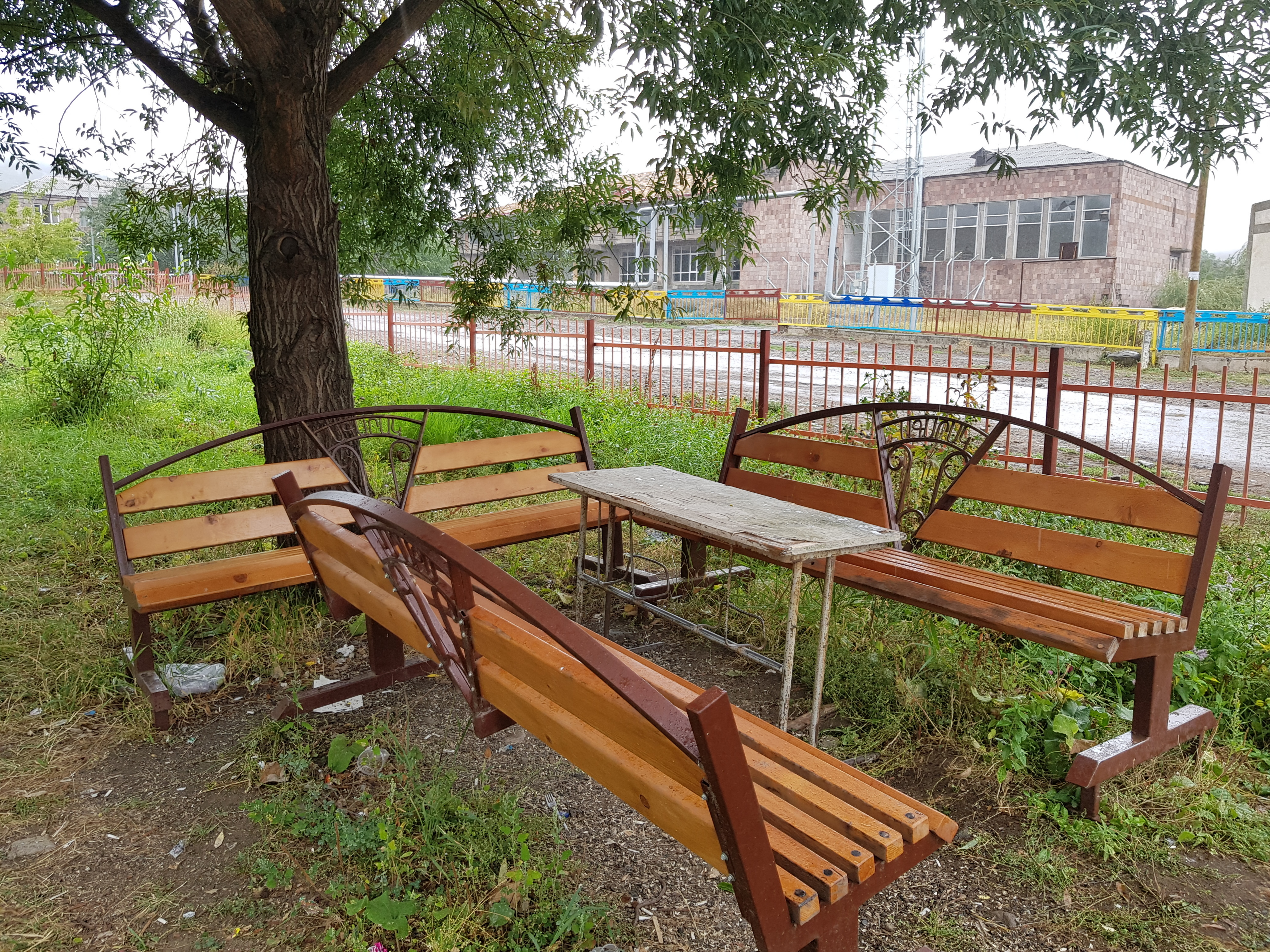
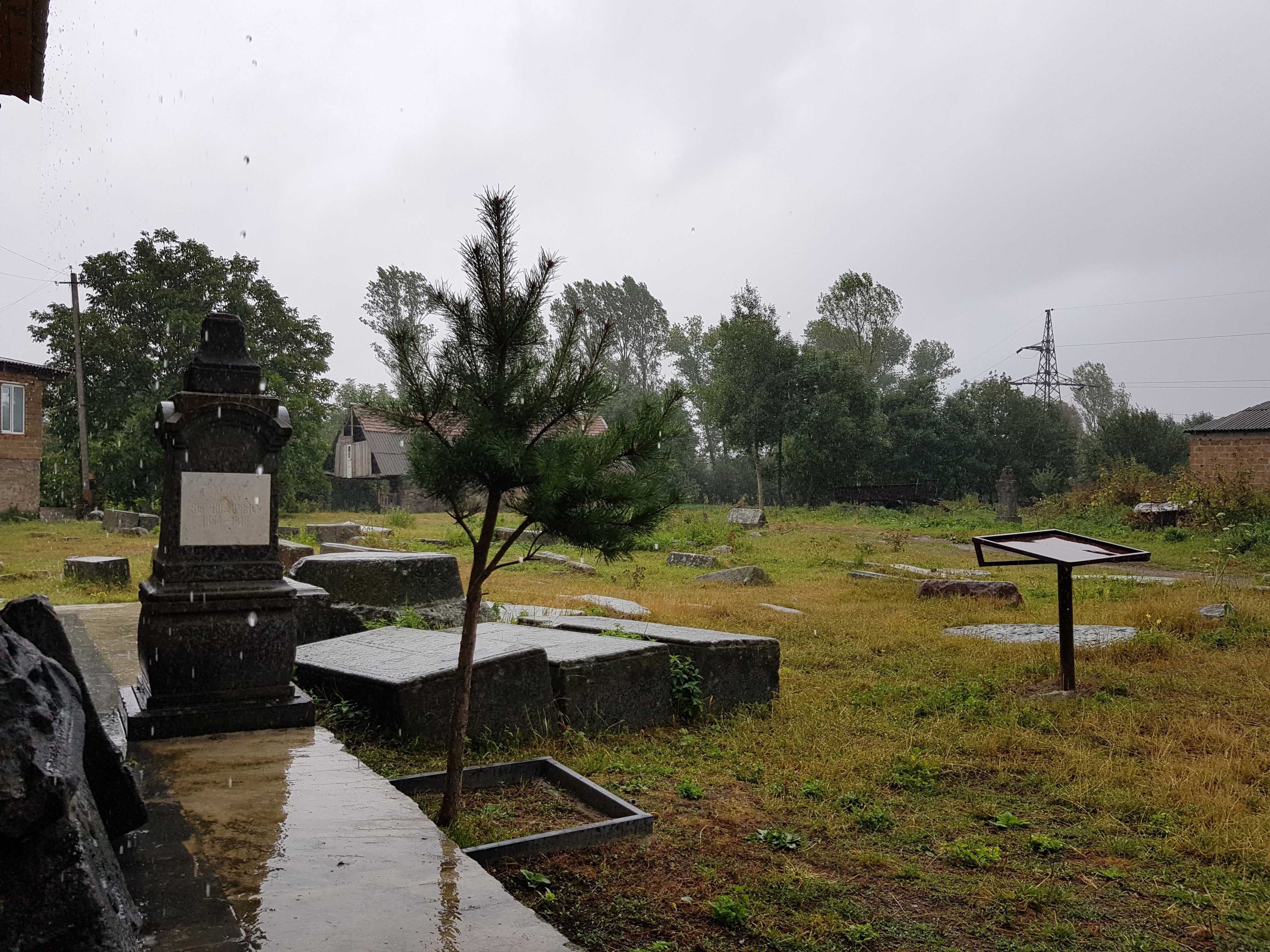
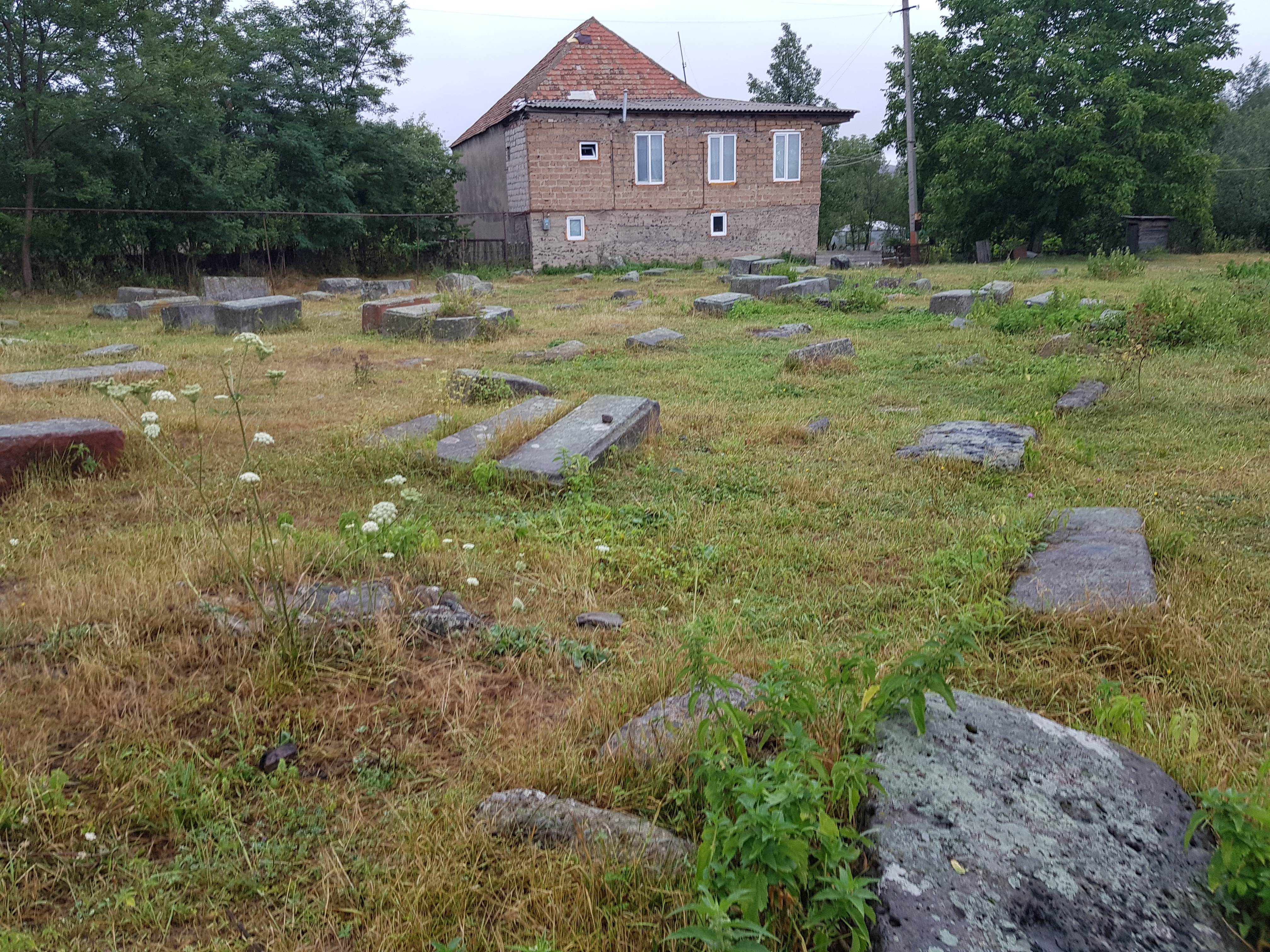
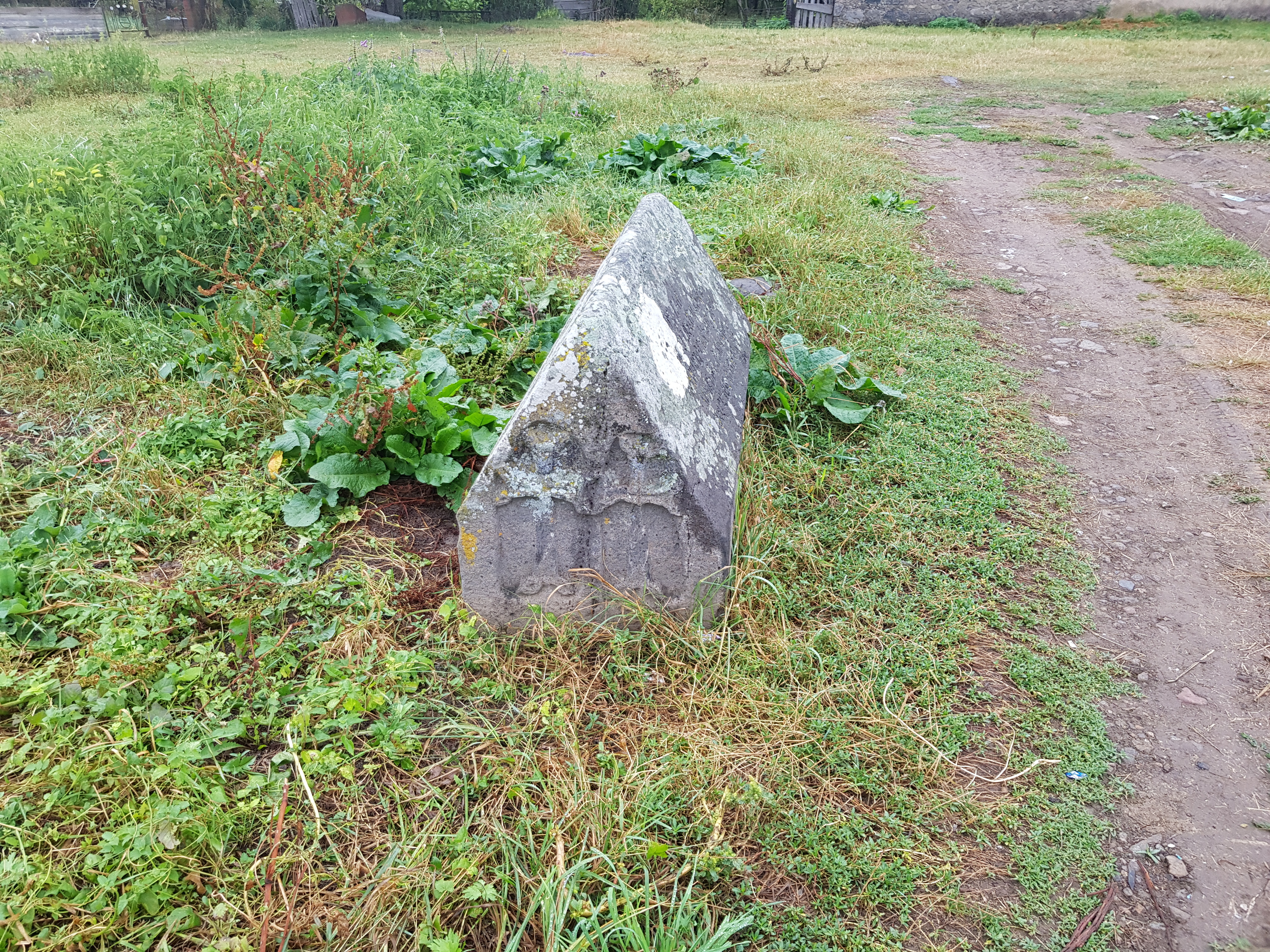
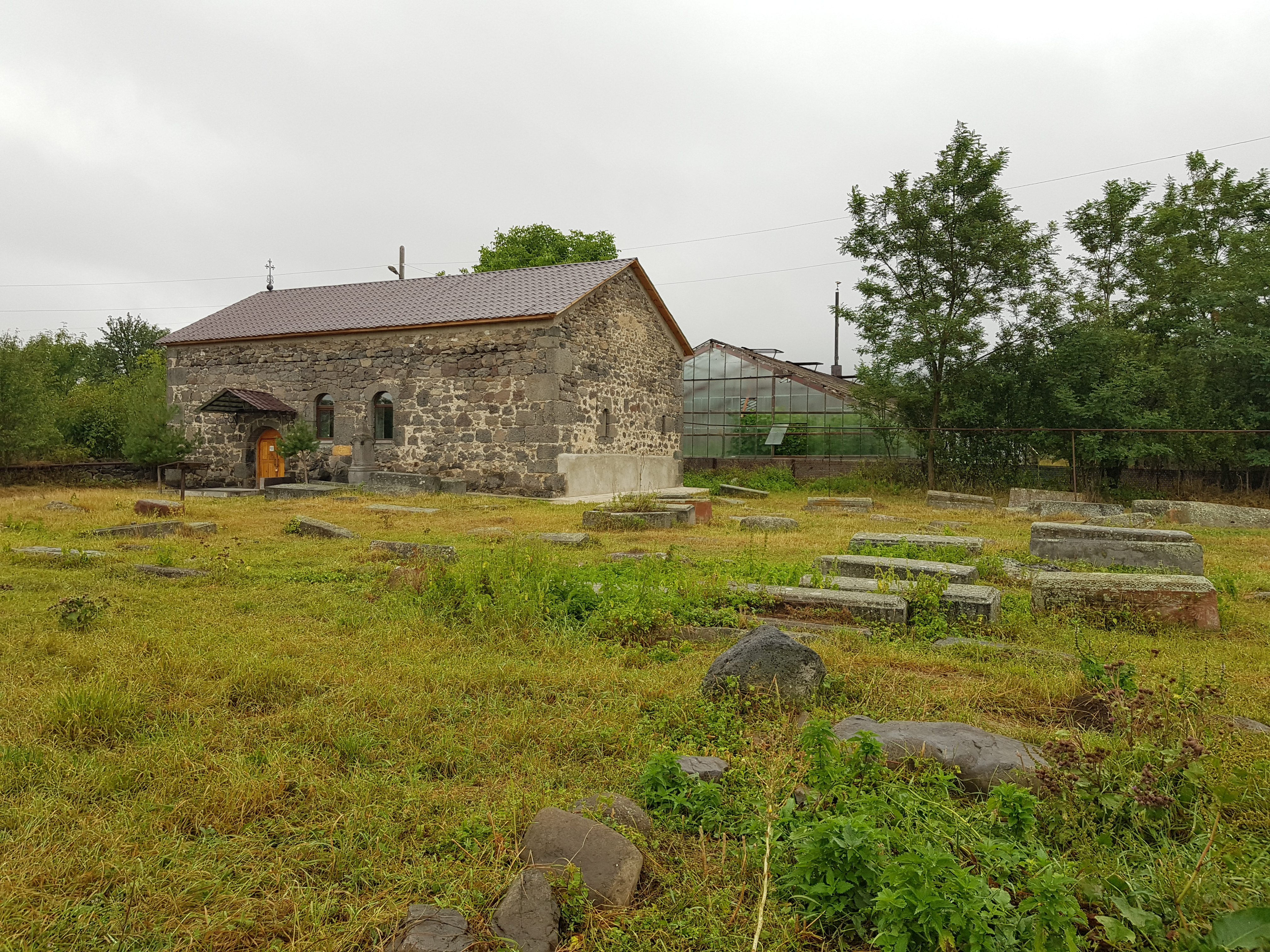
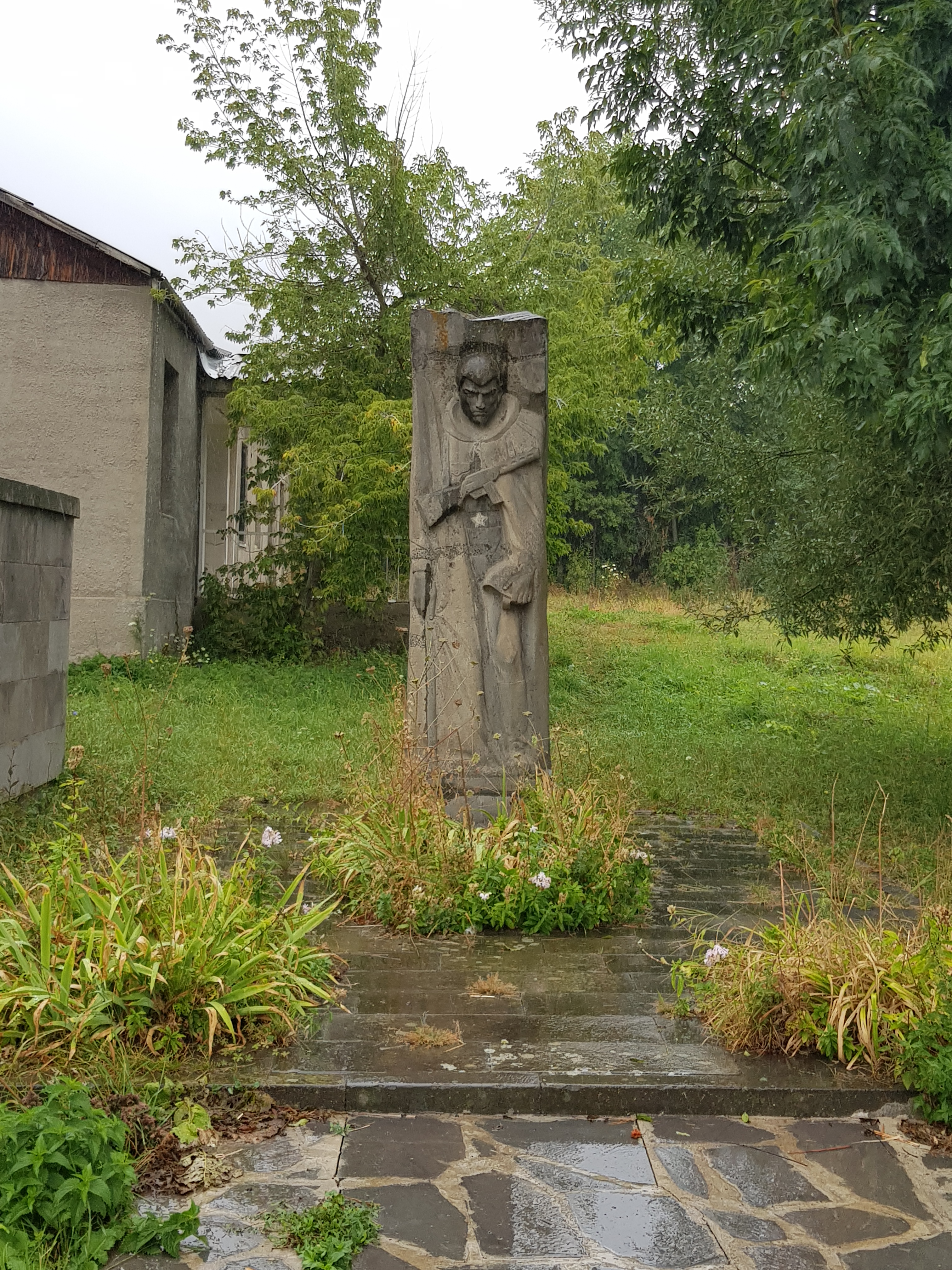
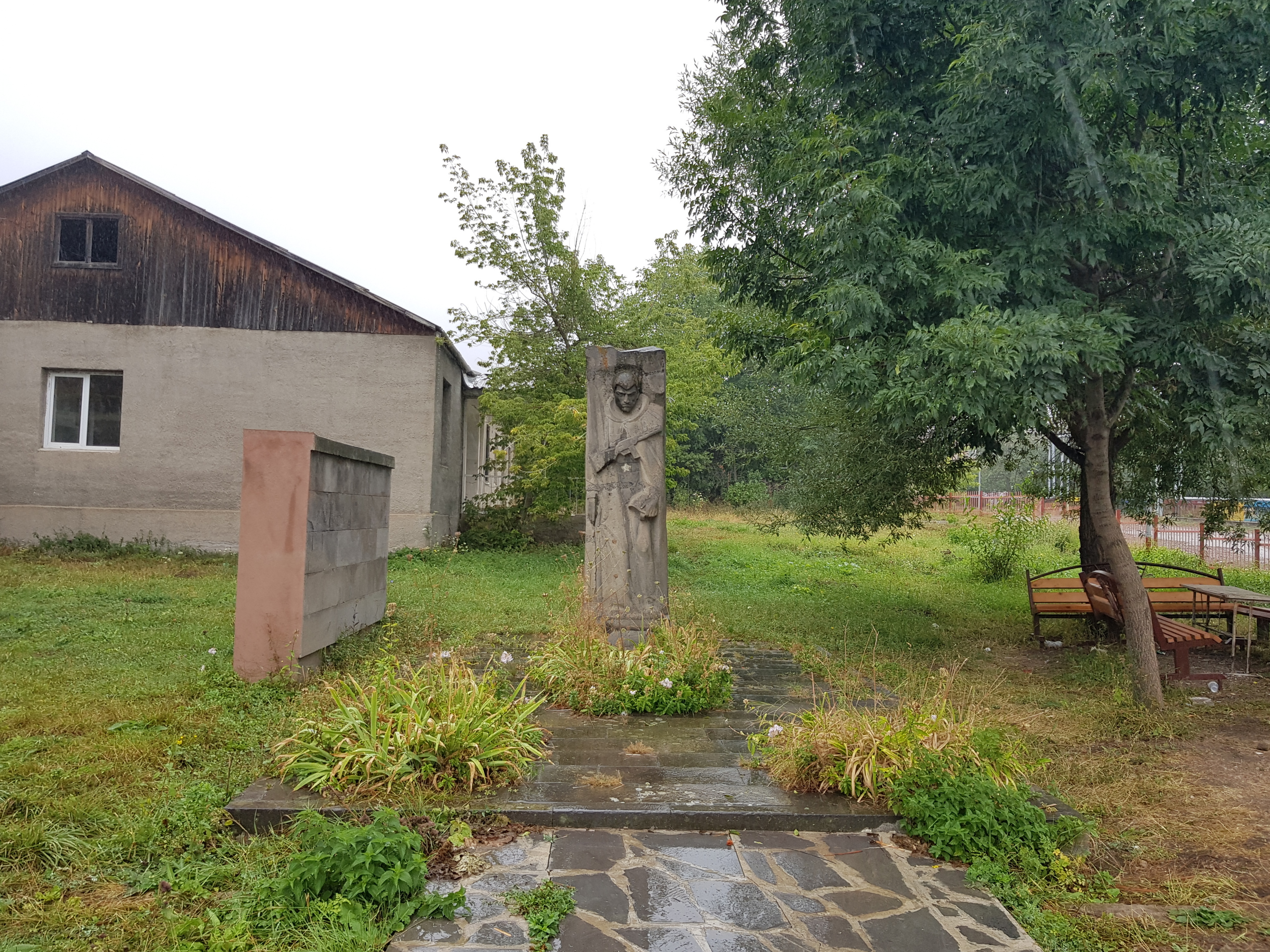
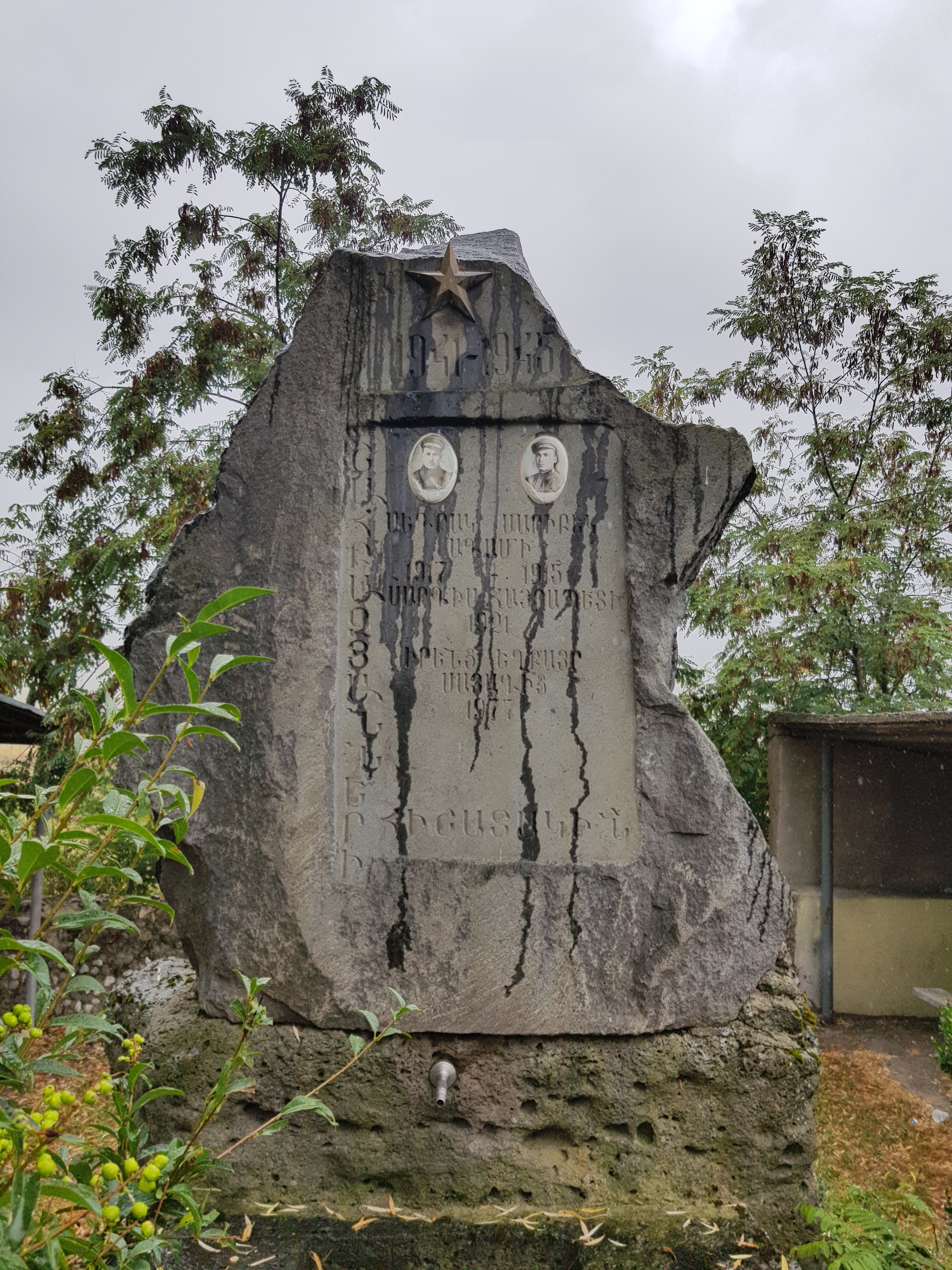
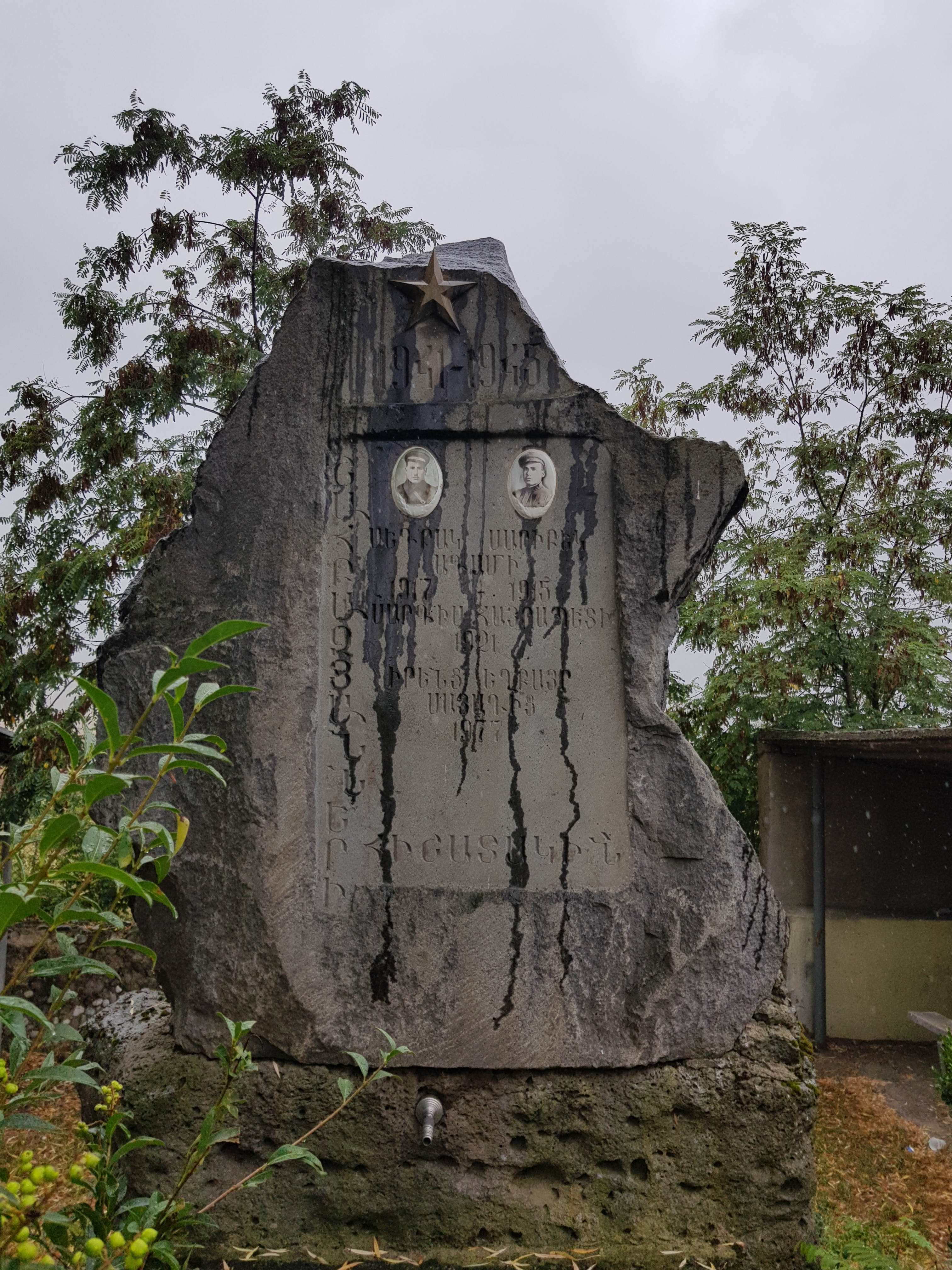

## جاذبه‌های تاریخی
- کلیسای مریم مقدس (سده‌های ۵–۶ م)
- کلیسای چگناور (سده ۱۹ م)
- کیسای کلیسای سیون مقدس